# هویت جمعی
هویت گروهی، احساس مشترک تعلق خاطر به یک گروه است.

## در جامعه‌شناسی
در سال ۱۹۸۹ آلبرتو ملوچی کتاب « عشایر حال» را منتشر کرد که وی مدل هویت گروهی را براساس مطالعات مربوط به جنبش‌های اجتماعی دهه ۱۹۸۰ معرفی می‌کند. ملوچی ایده‌های خود را بر اساس نوشته‌های تورین (۱۹۲۵-) و پیتزورنو (۱۹۲۴–۲۰۱۹)، به ویژه ایده‌های آنها در مورد جنبش‌های اجتماعی و کنش‌های گروهی بنا نهاد.
آلبرتو ملوچی می‌نویسد: «هویت جمعی تعریفی تعاملی و مشترکی است که توسط چند نفر (یا گروه‌ها در سطح پیچیده تری) تولید می‌شود و مربوط به جهت‌گیری عمل و زمینه فرصت‌ها و محدودیت‌هایی است که در آن عمل صورت می‌گیرد». ملوچی که از شکاف بین نظریه‌ها در مورد چگونگی شکل‌گیری اقدامات جمعی و چگونگی ایجاد انگیزه در افراد راضی نیست، فرایندی متوسط را تعریف می‌کند، که در آن افراد تشخیص می‌دهند که جهت‌گیری‌های مشترکی دارند و بر این اساس تصمیم می‌گیرند با هم همکاری کنند. وی هویت گروهی را فرایندی می‌داند که در طول زمان با سه بخش شناخته می‌شود: تعریف شناختی، رابطه فعال و سرمایه‌گذاری‌های عاطفی.
1. تعریف شناختی: فرمول بندی یک چارچوب شناختی در مورد اهداف، وسایل و محیط عمل است.
2. رابطهٔ فعال: فعال سازی روابط بین شرکت کنندگان
3. سرمایه‌گذاری‌های عاطفی: شناخت عاطفی بین افراد

ملوچی، در نوشتار خود «روند هویت گروهی» هویت گروهی را به عنوان ابزاری تحلیلی مفید برای تبیین جنبش‌های اجتماعی مطرح می‌کند. این موضوع نه تنها فرایندهای درون سیستم بازیگر جمعی مانند مدل‌های رهبری، ایدئولوژی‌ها، یا روش‌های ارتباطی، بلکه روابط خارجی با متحدان و رقبا را که همگی بازیگر جمعی را شکل می‌دهند، مورد توجه قرار می‌دهد. وی ادامه می‌دهد: این امر می‌تواند در درک بهتر توسعه کنش گروهی مدرن، متمایز از سازمانهای رسمی، در میان توسعه سریع زمینه تحقیقات علوم اجتماعی، کمک کند. به علاوه، این گروه‌های جمعی را به عنوان یک مجموعه سیستماتیک و نه موجودیتهای ایدئولوژیک یا مجموعه‌های ارزشی ساده تعریف شده‌ای ایجاد می‌کند که می‌توانند گروه‌های خاصی را خصمانه یا ستایش کنند. برای تجزیه و تحلیل تعارض، این تمایز می‌تواند زبان و ماهیت تحلیل را کاملاً تغییر دهد.
روانشناسان اجتماعی از همان روزهای ابتدایی به مفاهیم هویت و فردیت علاقه‌مند بودند و ردیابی آثار جورج مید را دنبال می‌کردند. نظریه‌های وی بر رابطه بین هویت فردی و جامعه متمرکز بود. او رابطه جوجه و تخم مرغ بین جامعه و هویت را نظریه‌پردازی می‌کند. ساختار و شرایط اجتماعی موجود، هویت فرد را شکل می‌دهد، که به نوبه خود، با دیگران تعامل دارد و ساختار اجتماعی جدید و نوظهور را شکل می‌دهد.
به‌طور هم‌زمان، پولتا و جاسپر هویت گروهی را به عنوان «ارتباطات شناختی، اخلاقی و عاطفی فرد با جامعه، طبقه، عمل یا نهاد گسترده‌تر» تعریف می‌کردند. هویت جمعی یک گروه اغلب از طریق فرهنگ‌ها و سنت‌های این گروه بیان می‌شود. منشأ هویت می‌تواند از درون گروه یا خارج از گروه باشد، اما در نهایت، یک هویت جمعی فقط با پذیرش هویت توسط اعضای گروه شکل می‌گیرد. اگرچه هویت جمعی را مفهومی متمرکز بر خود تعریف می‌کنند، اما آنها بر تمایز آن از مفاهیمی مانند ایدئولوژی، انگیزه و هویت شخصی تأکید می‌کنند.
با تئوری هویت اجتماعی یا نظریه خود طبقه‌بندی اشتباه گرفته نشود، هویت جمعی بر هویت گروه به‌طور کلی متمرکز است، در حالی‌که نظریه‌های دیگر بر هویت ارتباط فرد با یک گروه است.

## در علوم سیاسی
مفاهیم مارکسیستی آگاهی طبقاتی را می‌توان ریشه ای از یک شکل از هویت گروهی سیاسی دانست. هویت طبقه با ارزشها و منافع آن گره خورده و شامل همبستگی است. این ایده همبستگی را دورکیم، که معتقد است هویت جمعی از طریق اخلاق و اهداف مشترک به ایجاد پیوند بین افراد کمک می‌کند، به اشتراک گذاشته شده‌است. ماکس وبر، در کتاب «اقتصاد و جامعه» خود، که پس از مرگش در سال ۱۹۲۲ منتشر شد، به نقد تمرکز مارکس بر تولید پرداخت و در عوض پیشنهاد کرد که طبقه، منزلت و حزب سه منبع هویت گروهی را تشکیل دهند. مدل‌های هویتی گروهی که هنجارهای حقوق بشر را نقض یا تحریک می‌کنند، همان‌طور که در اعلامیه جهانی حقوق بشر ۱۹۴۸ یافت شده‌است، بیانگر آسیب‌شناسی جمعی / سیاسی مرتبط با جنایات علیه بشریت است.
الکساندر وند بخاطر تألیفات خود در مورد نظریه سیاسی سازه گرایانه، که در آن هویت جمعی نقش برجسته ای دارد، شناخته می‌شود، زیرا هویت عامل تعیین‌کننده اصلی در نقش دولت‌ها در نظم بین‌المللی است. رویکرد او بر هویت گروهی و فردی، در سطح داخلی و بین‌المللی متمرکز است. این کاربرد هویت جمعی برای تبیین و توصیف سیستم بین‌المللی اساس سازه گرایی است. سازه گرایی تمرکز زیادی بر گفتمان اجتماعی ایجاد کننده این هویت‌ها دارد، که نه تنها کشوری را به عنوان یک بازیگر جمعی بلکه اتحادهای احتمالی را به عنوان گروه‌های جمعی تعیین می‌کند. با گروه‌بندی کشورها، یا با تصمیم خودشان یا توسط اشخاص ثالث، اتحاد یا اتحادیه‌های جدیدی از طریق هویت جمعی که به آنها اختصاص داده شده شکل می‌گیرد، حتی اگر بعضی مواقع این انتساب براساس گروه‌بندی‌های باینری نادرست باشد. صرف نظر از صحت گروه‌بندی، عمل گروه‌بندی این کشورها در کنار یکدیگر بر نحوه نگاه سیستم بین‌المللی به آنها تأثیر می‌گذارد و بنابراین با آنها رفتار می‌کند، که در عوض باعث می‌شود کشورها از نظر موقعیت مشترک خود در سطح بین‌المللی با یکدیگر شناسایی شوند. کار بیشتر در مورد هویت جمعی در روابط بین‌الملل توسط ریچارد ند لبو انجام شده‌است، وی ادعا می‌کند که دولتها خود و دیگران را به عنوان بخشی از گروه‌های قدرت جمعی کشورها مانند افزایش و سقوط قدرتها، و فقط احساس تعلق آنها به قدرت خاص می‌دانند گروه‌ها یا آرزوی حضور در دیگران، صرف نظر از «واقعیت» وضعیت قدرت آنها، بر تعاملات آنها با سایر کشورها تأثیر می‌گذارد.

## عملکرد تکاملی
جوزف جوردانیا اظهار داشت که در تاریخ تکاملی بشر هویت جمعی برای بقای جسمی انسان و انسانهای اولیه بسیار مهم بوده‌است. از آنجا که انسان اولیه بسیار ضعیف و کند بود که بتواند به تنهایی از شکارچیان در لحظه‌های بسیار مهم برای زنده ماندن (حملات درنده ، شرایط جنگی، خطر مرگ) انسانها در جایی که احساس ترس و درد ندارند، وارد حالت هوشیاری تغییر یافته می‌شوند. رفتار سایر اعضای گروه آنها را زیر سؤال نبرید، و آماده هستند که جان خود را برای اهداف فوق‌العاده مهم تکامل (یعنی بقای فرزندان یا گروه) فدا کنند. انسان گاهی اوقات لازم نیست حافظه از این لحظات بحرانی. عدم وجود خاطرات استرس زا به عنوان فراموشی روانشناختی شناخته می‌شود. به گفته جوردانیا، توانایی انسان برای پیروی از ریتم در گروه‌های بزرگ، آواز خواندن با هم هماهنگ، رقصیدن ساعتهای زیادی و ورود به حالت وجد و همچنین سنت نقاشی بدن، همه از اولین آئین‌های جهانی بود.
اینها در درجه اول به عنوان وسیله ای برای همگام سازی فعالیتهای عصبی افراد عضو گروه هر فرد (از طریق ترشح مواد شیمیایی عصبی) به منظور رسیدن به حالت هویت جمعی، که به آن تعالی نیز گفته می‌شود، توسعه داده شدند. در این حالت نیازهای ماندن درون گروه می‌توانند غرایز بقای فردی را غلبه کند.